# 胃壁細胞
胃壁細胞（英語：（gastric）parietal cells）又稱壁細胞、泌酸細胞，為分泌鹽酸及內在因子之上皮細胞。這些細胞都位於胃之胃底襯裡中之胃腺體裡。它們含有從其中HCl通過主動運輸分泌到胃中的廣泛分泌網絡（稱為小管）。鉀鈉腺苷三磷酸酶（H+/K+ ATP酶）是唯一的胃壁細胞及輸送 H+ 對約300萬至1的濃度梯度，這形成在人體中的最陡的離子梯度。胃壁細胞主要是通過組織胺、乙酰胆碱與胃泌素等來自中央區和地方區的兩個調製器的信號來調控（參見“規定性條例”）規定。

## 鹽酸分泌

### 综合性
鹽酸以下列方式形成：
- 氫離子從碳酸的離解而形成的。
- 鉀（K+）和氯化物（Cl-）的離子擴散到小管。

要進行氫離子細胞出口的作用，胃腔需保持為高酸性環境。

### 規定性
胃壁細胞因應於三類型的刺激而來分泌胃酸：
- 組織胺，刺激H2組織胺受體（英语：histamine receptor）（最顯著的貢獻）。

## 內在因子
胃壁細胞也產生內在因子。

## 小管
小管是胃壁細胞中所發現的一種匹配性生物構造。

## 相关疾病

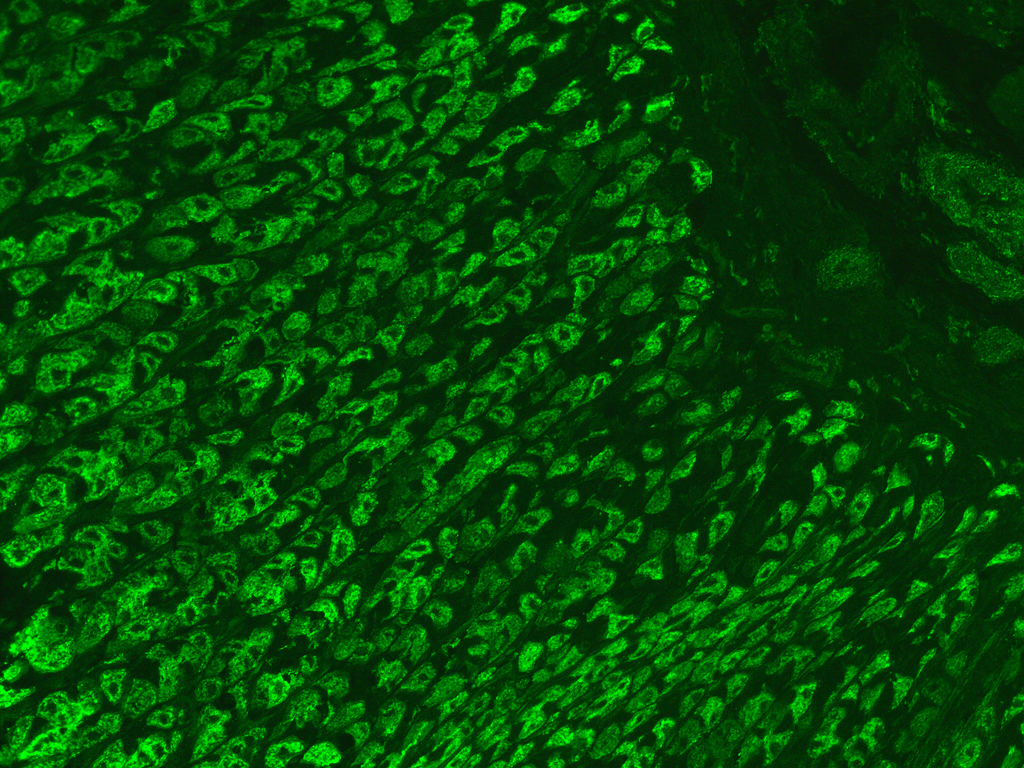
在胃的部分胃壁抗體之熒光免疫檢驗法染色模式

- 消化性潰瘍是由過度酸性的胃所引起的一种疾病。
- 胃酸缺乏症（英语：Achlorhydria）是胃壁細胞的另一种自體免疫性疾病。

## 外部連結
- Illustration of Chief cells and Parietal cells at anatomyatlases.org （页面存档备份，存于）
- The Parietal Cell: Mechanism of Acid Secretion at vivo.colostate.edu （页面存档备份，存于）
- Histology image: 11303loa – 波士顿大学的组织学学习系统 - Digestive System: Alimentary Canal: fundic stomach, gastric glands, lumen"
- MCG生理学 6/6ch4/s6ch4_8
- MCG生理学 6/6ch4/s6ch4_14
- Parietal cell antibody （页面存档备份，存于）
- Antibody to GPC （页面存档备份，存于）